# برگ‌هولز (اوهایو)
برگ‌هولز (به انگلیسی: Bergholz) یک روستا در ایالات متحده آمریکا است که در شهرستان جفرسون، اوهایو واقع شده‌است. برگ‌هولز ۱٫۴۵ کیلومتر مربع مساحت و ۶۶۴ نفر جمعیت دارد و ۲۸۲ متر بالاتر از سطح دریا واقع شده‌است.